# World Cosplay Summit
Le World Cosplay Summit (世界コスプレサミット, Sekai Kosupure Samitto, Sommet Mondial du Cosplay), aussi appelé WCS, est une convention annuelle de cosplay qui promeut l'échange culturel et social au travers de la culture pop japonaise. La convention est organisée par TV Aichi et se tient à Nagoya, au Japon. La France y participe depuis les débuts, soit 2003, et continue toujours.
Dès 2005, soit deux ans après la première édition, l'évènement propose un concours : le Cosplay Championship, et les sélections préliminaires se déroulent tout au long de l'année dans les pays participants à l'opération. 
Le WCS se déroule alors sur deux journées depuis 2005 : la Parade des Cosplayers à Osu d'abord et le Cosplay Championship ensuite. Mais les équipes invitées arrivent au Japon quelques jours auparavant. Il réunit une dizaine de binômes sélectionnés dans divers pays à travers le monde, sauf en 2005 où, en raison du caractère exceptionnel de l'évènement, un individuel et un groupe de trois cosplayers furent sélectionnés. Le concours récompense ainsi depuis 2006 le meilleur binôme de cosplay. 
Grâce à son succès international, depuis 2006, le ministère des Affaires étrangères et le ministère du Territoire, des Infrastructures, des Transports et du Tourisme ont apporté leur soutien à l'évènement, et depuis 2008 un autre ministère japonais s'y est ajouté : le Ministère de l'Économie, du Commerce et de l'Industrie (METI).
Chaque année, depuis 2005, plusieurs pays sont mis en avant et ont donc la chance de partir un peu plus tôt que les autres, afin de participer à des interviews et autres apparitions télévisées à Tôkyô même. La France fut mise en avant en 2006 et 2008.

## Histoire

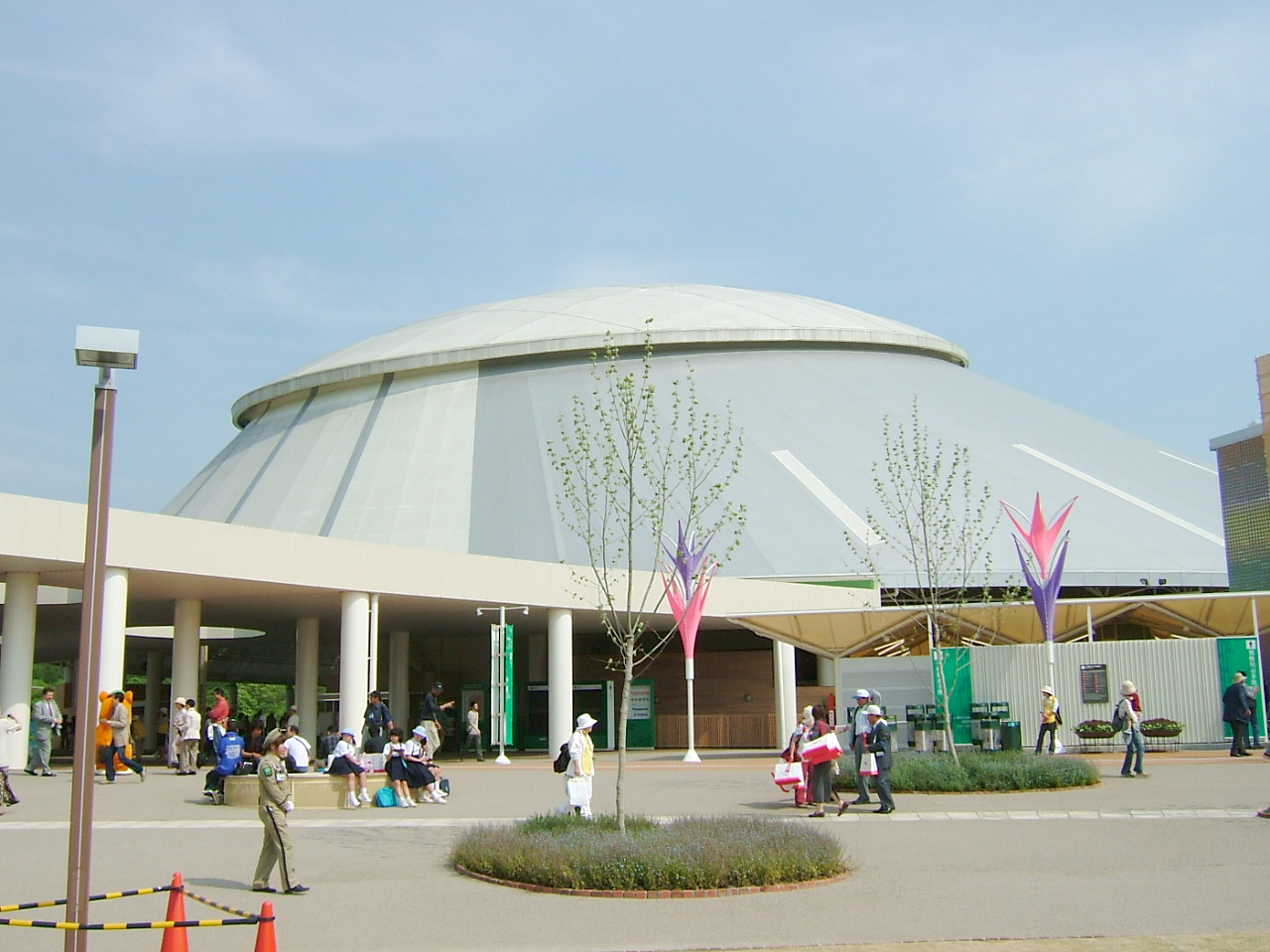
L'Expo Dome, lieu où s'est déroulé le concours en 2005

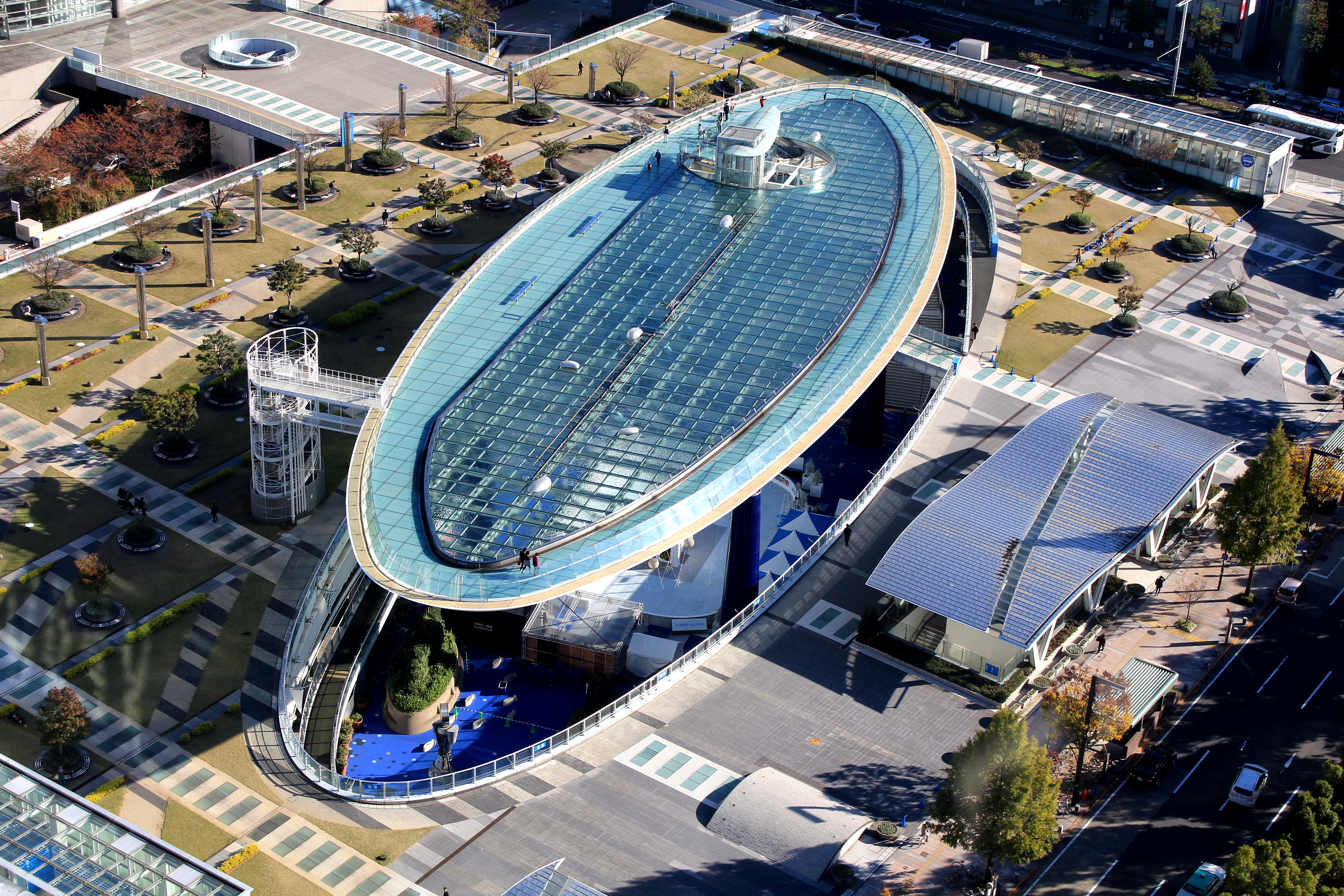
L'Oasis 21, lieu où se déroule désormais le concours

Le premier WCS a lieu en 2003 et, à travers une rencontre entre cosplayers japonais et européens, met en avant la popularité internationale de ce que l'on appelle la "culture manga".

À l'occasion de l'Exposition universelle de 2005 se tenant dans la province d'Aichi (province dans laquelle se trouve Nagoya), est lancé le World Cosplay Championship.
2003
Le 12 octobre 2003 au Rose Court Hotel de Nagoya a lieu la première édition du World Cosplay Summit. 5 cosplayers venus d'Allemagne, de France et d'Italie sont invités afin de participer à des séances photos, reportages et interviews.
Les représentantes françaises de cette année sont Laurence Guermond et Émilie Lemeteyer.
TV Aichi, la télévision organisatrice du WCS, produit un reportage sur le succès de l'animation japonaise à l'étranger et en particulier dans les villes de Francfort (Allemagne), Paris (France) et Rome (Italie), ainsi qu'un documentaire intitulé "MANGA is a lingua franca of the world" (MANGAは世界の共通語). Ce programme est diffusé le 24 novembre.
2004
Cette seconde édition débute le 1er août 2004 dans la galerie commerçante d'Ōsu à Naka-ku, Nagoya. 8 cosplayers en tout qui viennent d'Europe (Allemagne, France, Italie) et pour la première fois d'Amérique (États-Unis).
Cette année voit la mise en place d'une "Parade des Cosplayers". Une centaine de cosplayers japonais sont invités à se joindre aux équipes internationales.
2005
L'évènement se déroule en deux temps : la Parade des Cosplayeurs est renouvelée à Ōsu le 31 juillet 2005 et le premier Cosplay Championship à l'Expo Dome le 7 août en même temps que l'Exposition universelle.
40 cosplayers de sept pays différents (soit exceptionnellement 4 cosplayers par pays) participent au tout premier Cosplay Championship remporté par l'Italie.
L'un des buts du WCS étant de mettre en valeur l'Exposition universelle se tenant à Nagoya, l'Association du Japon pour l'exposition universelle de 2005 s'ajoute aux sponsors du WCS.
Les Françaises sont : Dounia Fergane pour les individuels, Laurence Guermond, rowen et Pauline Mesa pour les groupes.
La France remporte le prix de groupe au concours. L'Italie, sacrée grand Champion, a remporté également le prix individuel. Le Japon gagne le prix spécial Brother, sponsor principal du WCS.
2006
À partir de 2006, le Cosplay Championship déménage à l'Oasis 21 à Higashi-ku, Nagoya.
Pour cette année et les suivantes, le ministère des Affaires étrangères (MoFA) et le ministère du Territoire, des Infrastructures, des Transports et du Tourisme (MLIT) se joignent à l'évènement.
Le champion est le groupe brésilien, en second vient l'équipe japonaise A (trois équipes japonaises en tout), les Italiens arrivent troisième et le prix spécial Brother est remporté par l'équipe japonaise B.
2007
Le WCS est associé à la campagne touristique internationale « Visit Japan » du MLIT.
La France est aussi sacrée Grand Champion grâce à Isabelle Jeudy et D.Ratte, invités pendant cinq jours. Ce duo a réussi à faire rire le public japonais.
2008
Lors de cette année, le ministère japonais de l'Économie, du Commerce et de l'Industrie (METI) se joint à l'évènement. 
Le Brésil gagne de nouveau le titre de Grand Champion, la Chine remporte le second prix et l'équipe B du Japon le prix spécial Brother.
2009
Le Japon remporte son premier grand prix en costumes de Sengoku Basara, suivi de l'Espagne en Candy Candy et le prix spécial Brother fut décerné aux États-Unis pour la qualité de leur costumes.
2010
Cette année apporte une grande nouveauté pour le concours, les jeux vidéo étant désormais autorisés[réf. souhaitée]. Ce concours international est d'ailleurs remporté par le groupe italien avec un cosplay de Zelda.
2011
Le WCS compte 17 pays. Une nouveauté Shooting au Château « Sweet Castle »[pas clair].
2012
Ce sont les 10 ans du WCS.
Le WCS compte 20 pays avec l'Angleterre, l'Indonésie et la Russie. Le Japon remporte son 2e grand prix.
2013
le Vietnam et les Philippines rejoignent l'événement comme nations observatrices. Il y a 24 pays participants. l'événement est maintenant organisé avec l'aide de volontaires locaux et internationaux du 'Omotenashi' student volunteer group. C'est la première année où l'événement est organisé de manière indépendante et non sous l'égide de du département événements de la chaîne télévisée Aichi TV[réf. souhaitée].
2014
le Portugal rejoint l'événement, le Koweit rejoint l'événement, comme première nation du Moyen Orient. 26 pays participants.
2015
Le Canada et la Suède rejoignent l'événement comme nations observatrices. le nombre de participants est maintenant de 28.

## Cosplay Championship

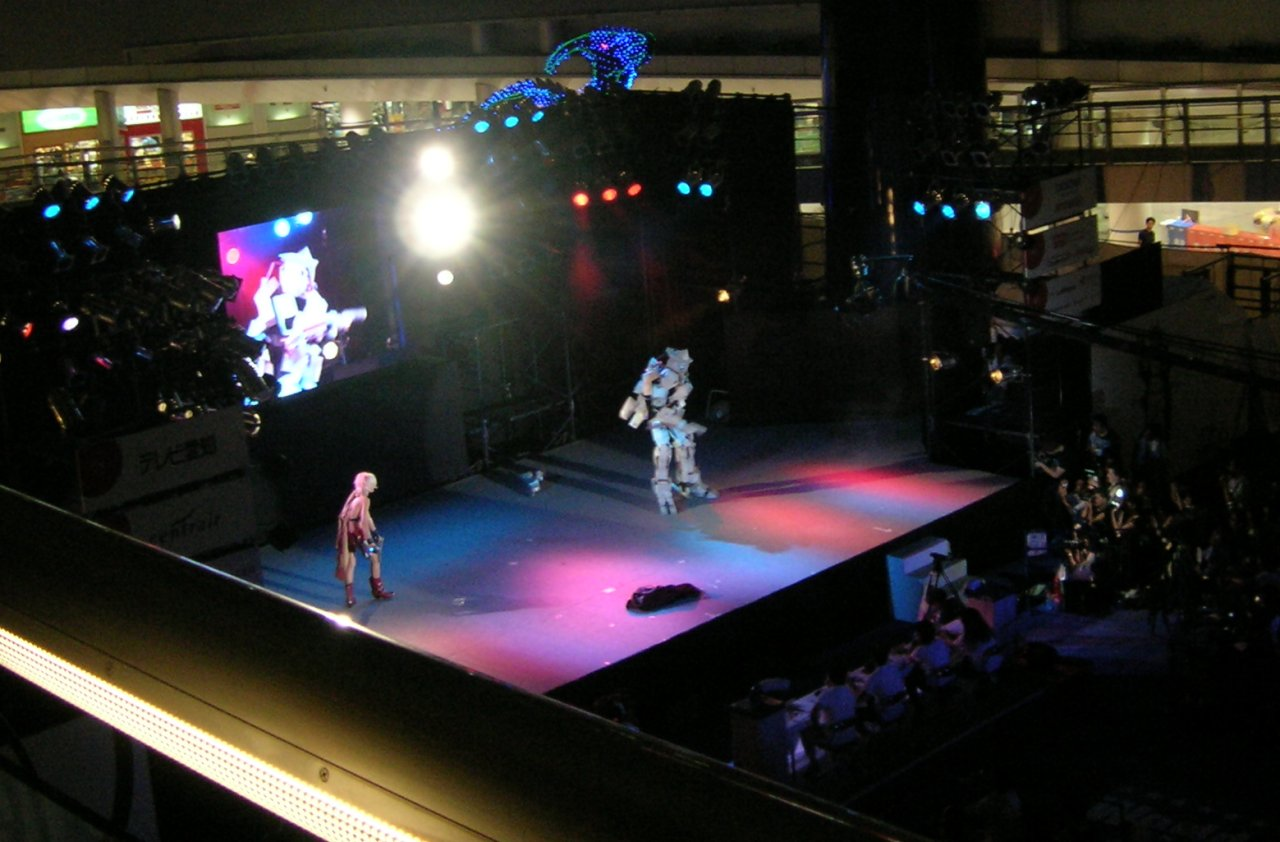
En 2008, prestation de Brésiliens, sacrés Grand Champions de l'année

### Règlement
- Le personnage représenté pour les sélections peut être tiré de mangas, de l'animation japonaise, de jeux vidéo ou encore de light novels. Entre 2007 et 2009, le WCS n'acceptait que les personnages sortis de manga ou d'animation japonaise. Depuis, les jeux vidéo sont autorisés pour le concours. Cependant les costumes issus de mangas publiés par la Shueisha sont interdits pour des raisons de droits de diffusion.
- Il faut bien sûr être majeur (avoir 18 ans révolus le jour des sélections).
- Il faut être de la nationalité du pays que l'on représente.

## Pays participants, juges et résultants

### Pays participants

Pays participants au World Cosplay Summit en 2014)
Japon, pays organisateur du World Cosplay Summit

Les pays participants en gras sont nouveaux.
| Année | Pays participants | Pays participants | Présentateurs/rices         | Date       | Lieu                                               |
| ----- | ----------------- | --- | --------------------------- | ---------- | -------------------------------------------------- |
| 2003  | 4                 | Allemagne, France, Italie, Japon | –                           | 12 octobre | Rose Court Hotel                                   |
| 2004  | 5                 | Allemagne, France, Italie, Japon, États-Unis | –                           | 1er août   | Quartier commerçant d'Ōsu                          |
| 2005  | 7                 | Allemagne, États-Unis, Espagne, Chine, France, Italie, Japon | Tōru Furuya Tomoe Shinohara | 31 juillet | Ōsu shopping area (pour les individuels seulement) |
| 2005  | 7                 | Allemagne, États-Unis, Espagne, Chine, France, Italie, Japon | Tōru Furuya Tomoe Shinohara | 7 août     | Expo Dome                                          |
| 2006  | 9                 | Allemagne, Brésil, Chine, Espagne, France, Italie, Japon (3 équipes), Singapour, Thaïlande | Tōru Furuya Shoko Nakagawa  | 5 août     | Ōsu shopping area                                  |
| 2006  | 9                 | Allemagne, Brésil, Chine, Espagne, France, Italie, Japon (3 équipes), Singapour, Thaïlande | Tōru Furuya Shoko Nakagawa  | 6 août     | Oasis 21                                           |
| 2007  | 12                | Allemagne, Brésil, Chine, Corée du Sud, Danemark, Espagne, France, Italie, Mexique, Singapour, Thaïlande | Tōru Furuya Shoko Nakagawa  | 4 août     | Ōsu shopping area                                  |
| 2007  | 12                | Allemagne, Brésil, Chine, Corée du Sud, Danemark, Espagne, France, Italie, Mexique, Singapour, Thaïlande | Tōru Furuya Shoko Nakagawa  | 5 août     | Oasis 21                                           |
| 2008  | 13                | Allemagne, Brésil, Chine, Corée du Sud, Danemark, Espagne, États-Unis, France, Italie, Japon, Mexique, Singapour, Thaïlande | Tōru Furuya Natsuki Katō    | 2 août     | Ōsu shopping area                                  |
| 2008  | 13                | Allemagne, Brésil, Chine, Corée du Sud, Danemark, Espagne, États-Unis, France, Italie, Japon, Mexique, Singapour, Thaïlande | Tōru Furuya Natsuki Katō    | 3 août     | Oasis 21                                           |
| 2009  | 15                | Allemagne, Australie, Brésil, Chine, Corée du Sud, Danemark, Espagne, États-Unis, Finlande, France, Italie, Japon, Mexique, Singapour, Thaïlande | Tōru Furuya                 | 1er août   | Ōsu shopping area                                  |
| 2009  | 15                | Allemagne, Australie, Brésil, Chine, Corée du Sud, Danemark, Espagne, États-Unis, Finlande, France, Italie, Japon, Mexique, Singapour, Thaïlande | Tōru Furuya                 | 2 août     | Oasis 21                                           |
| 2010  | 15                | Allemagne, Australie, Brésil, Chine, Corée du Sud, Danemark, Espagne, États-Unis, Finlande, France, Italie, Japon, Mexique, Singapour, Thaïlande | Tōru Furuya                 | 31 juillet | Ōsu shopping area                                  |
| 2010  | 15                | Allemagne, Australie, Brésil, Chine, Corée du Sud, Danemark, Espagne, États-Unis, Finlande, France, Italie, Japon, Mexique, Singapour, Thaïlande | Tōru Furuya                 | 1er août   | Oasis 21                                           |
| 2011  | 17                | Allemagne, Australie, Brésil, Chine, Corée du Sud, Danemark, Espagne, États-Unis, Finlande, France, Italie, Japon, Malaisie, Mexique, Pays-Bas, Singapour, Thaïlande | Tōru Furuya                 | 6 août     | Ōsu shopping area                                  |
| 2011  | 17                | Allemagne, Australie, Brésil, Chine, Corée du Sud, Danemark, Espagne, États-Unis, Finlande, France, Italie, Japon, Malaisie, Mexique, Pays-Bas, Singapour, Thaïlande | Tōru Furuya                 | 7 août     | Oasis 21                                           |
| 2012  | 20                | Allemagne, Australie, Brésil, Chine, Corée du Sud, Danemark, Espagne, États-Unis, Finlande, France, Italie, Japon, Malaisie, Mexique, Pays-Bas, Singapour, Thaïlande, Royaume-Uni,Russie,Indonésie | Tōru Furuya                 | 4 août     | Oasis 21                                           |
| 2012  | 20                | Allemagne, Australie, Brésil, Chine, Corée du Sud, Danemark, Espagne, États-Unis, Finlande, France, Italie, Japon, Malaisie, Mexique, Pays-Bas, Singapour, Thaïlande, Royaume-Uni,Russie,Indonésie | Tōru Furuya                 | 5 août     | Ōsu shopping area                                  |
| 2013  | 24                | Allemagne, Australie, Brésil, Chine, Corée du Sud, Danemark, États-Unis, Finlande France, Hong Kong (Observateur), Indonésie, Italie, Japon, Malaisie, Mexique, Pays-Bas, Philippines (Observateur), Russie, Singapour, Espagne, Taiwan (Observateur), Thaïlande, Royaume-Uni, Vietnam (Observateur)                    | –                           | 3 août     | Oasis 21                                           |
| 2013  | 24                | Allemagne, Australie, Brésil, Chine, Corée du Sud, Danemark, États-Unis, Finlande France, Hong Kong (Observateur), Indonésie, Italie, Japon, Malaisie, Mexique, Pays-Bas, Philippines (Observateur), Russie, Singapour, Espagne, Taiwan (Observateur), Thaïlande, Royaume-Uni, Vietnam (Observateur)                    | –                           | 2 août     | Ōsu shopping area                                  |
| 2014  | 26                | Allemagne, Australie, Brésil, Chine, Corée du Sud, Danemark, États-Unis, Finlande, France, Hong Kong, Indonésie, Italie, Japon, Koweït (Observateur), Portugal (Observateur), Malaisie, Mexique, Pays-Bas, Philippines (Observateur), Russie, Singapour, Espagne, Taiwan, Thaïlande, Royaume-Uni, Vietnam (Observateur) | –                           | 2 août     | Aichi Arts Center                                  |
| 2014  | 26                | Allemagne, Australie, Brésil, Chine, Corée du Sud, Danemark, États-Unis, Finlande, France, Hong Kong, Indonésie, Italie, Japon, Koweït (Observateur), Portugal (Observateur), Malaisie, Mexique, Pays-Bas, Philippines (Observateur), Russie, Singapour, Espagne, Taiwan, Thaïlande, Royaume-Uni, Vietnam (Observateur) | –                           | 3 août     | Ōsu shopping area                                  |

- Le Canada la Suède ont annoncé leur participation en tant que nation observatrice pour le WCS 2015[2]

### Juges
| Année | Juges |
| ----- | --- |
| 2005  | Leiji Matsumoto Hironobu Kageyama Ippongi Bang Akifumi Takayanagi (TV Aichi) Shin Nagai (Tokyo Mode Gakuin) |
| 2006  | Go Nagai Hiroshi Kitadani Essai Ushijima (Cosplay critic) Yuji Tokita (MoFA) |
| 2007  | Monkey Punch Ichirou Mizuki Essai Ushijima (Cosplay critic) Yuji Tokita (MoFA) Ken Nagata (MLIT) |
| 2008  | Yumiko Igarashi Rica Matsumoto 10 general judge |
| 2009  | Tōru Furuya Go Nagai Ichirou Mizuki Hamada Britney |
| 2010  | Tōru Furuya Hironobu Kageyama Himeka Hiroyuki Kobayashi (Sengoku Basara) Nobuyuki Takahashi (Inventor of the word cosplay) |
| 2011  | Tōru Furuya JAM Project (Hironobu Kageyama, Masaaki Endo, Hiroshi Kitadani, Masami Okui and Yoshiki Fukuyama) Takaaki Kitani (President, Bushiroad) Inui Tatsumi (Administrateur du site web Cure) Masaaki Nagase (Editor-in-chief, Tokai Walker) |
| 2012  | Tōru Furuya Go Nagai Inui Tatsumi (Administrateur du site web Cure) May'n Rica Matsumoto |
| 2013  | Tōru Furuya Tomokazu Sugita Inui Tatsumi (administrateur du site web Cure) Mel Kishida (illustrateur) Ikenotani Ken (Producteur ACOS) |
| 2014  | Tōru Furuya Mika Kanai Mel Kishida (illustrateur) Inui Tatsumi (Administrateur du site web Cure) Andrea Vesnaver (représentant de l'Italie pour le WCS 2013) Dr.Oh (Producteur Bushiroad) Azuma Fukashi (Producteur TV Tokyo)                     |

### Résultats
Note: la nomenclature des prix a changé entre 2005 et 2006.
| Année | Champion 1er place                          | Champion 1er place                                                           | Premier Prix groupe                         | Premier Prix groupe                                                                               | Premier Prix individuel                     | Premier Prix individuel                                | Prix Spécial "Brother"  | Prix Spécial "Brother"                                        | Prix Spécial perruque | Prix Spécial perruque                      |
| ----- | ------------------------------------------- | ---------------------------------------------------------------------------- | ------------------------------------------- | ------------------------------------------------------------------------------------------------- | ------------------------------------------- | ------------------------------------------------------ | ----------------------- | ------------------------------------------------------------- | --------------------- | ------------------------------------------ |
| 2005  | Drapeau de l'Italie                         | Giorgia Vecchini (it) Francesca Dani Emilia FATA LIVIA Elena FATA LIVIA      | Drapeau de la France                        | Laurence Guermond Wendy Roeltgen Pauline Mesa                                                     | Drapeau de l'Italie                         | Giorgia Vecchini (it)                                  | Drapeau du Japon        | Nakamura-han                                                  |                       |                                            |
| Année | Champion 1er place                          | Champion 1er place                                                           | 2e place                                    | 2e place                                                                                          | 3e place                                    | 3e place                                               | Prix Spécial "Brother"  | Prix Spécial "Brother"                                        | Prix Spécial Perruque | Prix Spécial Perruque                      |
| 2006  | Drapeau du Brésil                           | Maurício Somenzari L Olivas Mônica Somenzari L Olivas                        | Drapeau du Japon                            | Mariko Koami Kiyoko Kato                                                                          | Drapeau de l'Italie                         | Alessandro Leuti Alessia Di Magistris                  | Drapeau du Japon        | Goldi Aoi Sakuya                                              |                       |                                            |
| 2007  | Drapeau de la France                        | D.Ratte Isabelle Jeudy                                                       | Drapeau du Japon                            | Kikiwan Naoki Shigure                                                                             | Drapeau du Mexique                          | Linaloe Rodriguez Rivera Alejandra Rodriguez Rivera    | Drapeau du Mexique      | Linaloe Rodriguez Rivera Alejandra Rodriguez Rivera           |                       |                                            |
| 2008  | Drapeau du Brésil                           | Jessica Moreira Rocha Campos (Pandy) Gabriel Niemietz Braz (Hyoga de Toalha) | Drapeau de la République populaire de Chine | Zhao Chin Zhang Li                                                                                | Drapeau du Japon                            | Yui Mino                                               | Drapeau du Japon        | Yui Mino                                                      |                       |                                            |
| 2009  | Drapeau du Japon                            | Rie Rurie                                                                    | Drapeau de l'Espagne                        | Berenice Serrano Laura Fernández                                                                  | Drapeau des États-Unis                      | Elizabeth Licata India Davis                           | Drapeau des États-Unis  | Elizabeth Licata India Davis                                  |                       |                                            |
| 2010  | Drapeau de l'Italie                         | Luca Buzzi Giancarlo Di Pierro                                               | Drapeau du Brésil · Drapeau de la Thaïlande | Gabrielle Christine Valerio Gabriel Niemietz Braz -ex aequo- Orawan Aggavinate Patawikorn Uttisen | Drapeau de la France                        | Laura Salviani Cécile Auclair -ex aequo- Corée         | Drapeau de la Thaïlande | Orawan Aggavinate Patawikorn Uttisen                          |                       |                                            |
| 2011  | Drapeau du Brésil                           | Maurício Somenzari L Olivas Mônica Somenzari L Olivas                        | Drapeau de l'Italie                         | Daniela Maiorana Marika Roncon                                                                    | Drapeau de la République populaire de Chine | Deng Ya Qian Zheng Jia Hong                            | Drapeau de l'Australie  | Tessa Beattie Jessica L. Allie                                | Drapeau des Pays-Bas  | Diana de Mol Ilona Arends                  |
| 2012  | Drapeau du Japon                            | Yukari Shimotsuki Kaito                                                      | Drapeau de Singapour                        | Frank Koh Valerie Seng                                                                            | Drapeau de l'Indonésie                      | Rizki Karismana Yesaya Marito                          | Drapeau de Singapour    | Frank Koh Valerie Seng                                        | Drapeau du Brésil     | Bruno Lorandi Pabno Debora Guerra do Silva |
| 2013  | Drapeau de l'Italie                         | Andrea Vesnaver Massimo Barbera                                              | Drapeau des États-Unis                      | Cassandra May (Breathlessaire) Tiffany Tezna (Starlighthoney)                                     | Drapeau de la Thaïlande                     | Chittaworn Pongwat                                     | Drapeau des États-Unis  | Cassandra May (Breathlessaire) Tiffany Tezna (Starlighthoney) | Drapeau du Japon      | Mariko Fran                                |
| 2014  | Drapeau de la Russie                        | Nek (Neko-tin) Nichi                                                         | Drapeau de l'Italie                         | NadiaSK MOGU                                                                                      | Drapeau de l'Indonésie                      | Dharma Ryan                                            | Drapeau du Danemark     | Shinji Tiny                                                   | Drapeau de l'Espagne  | Madoka CrispyChicken                       |
| 2015  | Drapeau du Mexique                          | Juan Carlos Jose Maria [Shema] Arroyo                                        |                                             | Akiba (Manuel Capitani) Luca Buzzi                                                                |                                             | Alpacosplay (Ashley Rochelle) Yummy Gamorah (Sarah R.) |                         | Alpacosplay (Ashley Rochelle) Yummy Gamorah (Sarah R.)        |                       |                                            |
| 2016  | Drapeau de l'Indonésie                      | John Switch Yonchan                                                          | Drapeau du Danemark                         | Shinji TinYasuo                                                                                   | Drapeau de la France                        | LucioleS Lyel                                          |                         | Jesmo Yumi Koyuki                                             |                       |                                            |
| 2017  | Drapeau de la République populaire de Chine | Xue Yan Xue Tian Tian                                                        | Drapeau du Mexique                          | Al Squall Doritaa                                                                                 | Drapeau du Japon                            | Mahio Mariko                                           | Drapeau de la France    | Milou Aluota                                                  |                       |                                            |

### Candidats français
- Noms des Français sélectionnés depuis 2003  : (NB : certains des noms sont tronqués ou remplacés par des pseudonymes à la demande des personnes concernées. Merci de respecter leurs souhaits lors de vos futures modifications).
  - 2003 : Laurence Guermond et Émilie Lemeteyer
  - 2004 : Pauline Mesa et Pia Mesa
  - 2005 : Dounia Yankee pour les individuels, Laurence Guermond, Wendy Roeltgen, Pauline Mesa pour les groupes.
  - 2006 : Anne-Cécile Martin et Leena
  - 2007 : DamDam et Isabelle Jeudy
  - 2008 : Laura Salviani et Cécile Auclair
  - 2009 : Cécilia Albanese et Eva Turpin
  - 2010 : Laura Salviani et Sikay Cosplay
  - 2011 : Laure Creusot et Christèle Guiol
  - 2012 : Coralie D'Aliesio et Orianne D'Aliesio
  - 2013 : Améline Saillant et Ally Cosplay
  - 2014 : Fabienne Fauvin et Océane Laisné
  - 2015 : Justine Védovato et Laura Cesto
  - 2016 : Sophie Laurent et Valérie Fischbach
  - 2017 : marielou m et Aluota Cosplay
  - 2018 : Eva Alaime et Leena
  - 2019 : Fabienne Fauvin et Sakuraflame

## Organisations ou conventions partenaires
Les conventions ou évènements cosplay qui suivent organisent les sélections du WCS pour leur pays respectif.
- Editora JBC
- Howell International Trade Fair Ltd.
- J-Popcon
- Animexx / Connichi
- Japan Expo Sud
- Made in Asia
- Romics
- Cosplay Festa à Tokyo Dome City (Tokyo)
- Cosplayers JAM Revolution (Osaka)
- Samsung Everland
- TNT GT
- SCC Square
- (es) Ficomic / Salón del Manga de Barcelona
- Negibose Thailand
- FanimeCon
- Otakuthon (depuis 2014)

### Organisations ou conventions partenaires futures
- Animania (depuis 2009)[10]
- Cosplay Finland Tour (depuis 2009)[11]

### Anciennes organisations ou conventions partenaires
- Hangzou True Design Company Ltd. (2005–2007)
- Epitanime (2005)
- Anime Expo (2005)
- New York Anime Festival

#### Site officiel
- (en) Site officiel
  - (ja) Archives: 2003
  - (en) Archives : 2004, 2005, 2006, 2007